# Historie videoher 1990–1999
Devadesátá léta jsou charakterizována značnou inovací hardwarových komponent i softwarových produktů. I po krachu videoher se na trhu objevovaly hry jako Street Fighter II (1991) nebo série Mortal Kombat (1992). Byly projektovány složitější a realističtější hry. Koncem desetiletí získaly své místo na trhu také společenské videohry a sportovní simulace.

## Herní konzole
Kolem roku 1993 nabídly herní konzole také CD-ROM, optická média nebo laserové disky jako datová média. Mnoho konzolí již mělo 32bitový procesor, nebo 64bitovou grafiku. Konzolové hry měly různé ceny v závislosti na systému, ale často byly dražší než hry pro osobní počítač. Hry určené pro konzole se také nedaly jednoduše kopírovat jako hry pro PC.
Významné herní konzole desetiletí:
- Sega Mega Drive (1990)
- Sony PlayStation (1994)
- Nintendo 64 (1996)
- Sega Dreamcast (1998)

Objevily se i konzole Philips CD-i, PC Engine, Amiga CD32, Atari Jaguar, Panasonic 3DO, Sega Saturn a Apple Pippin.

Galerie

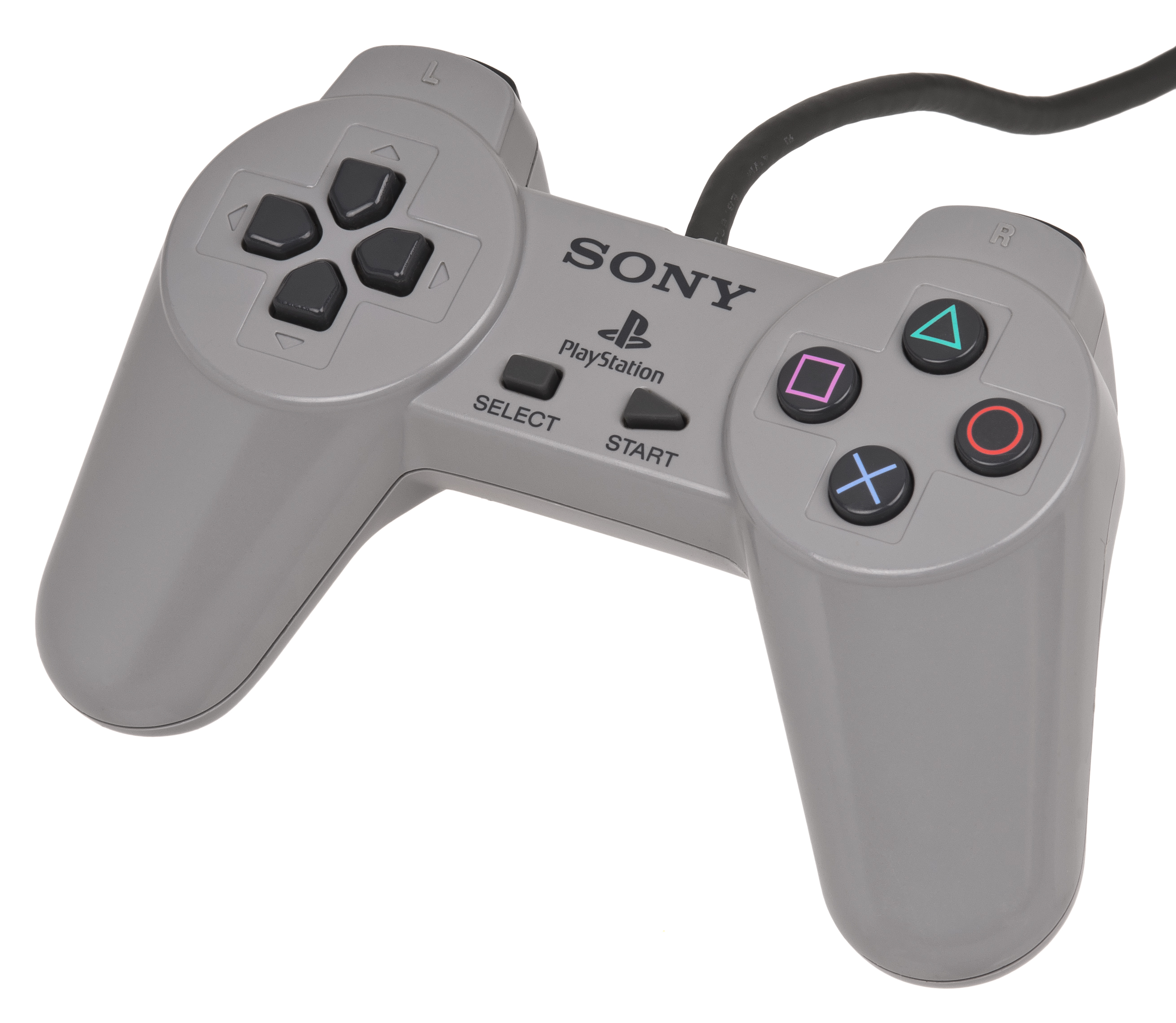
Konzole PlayStation
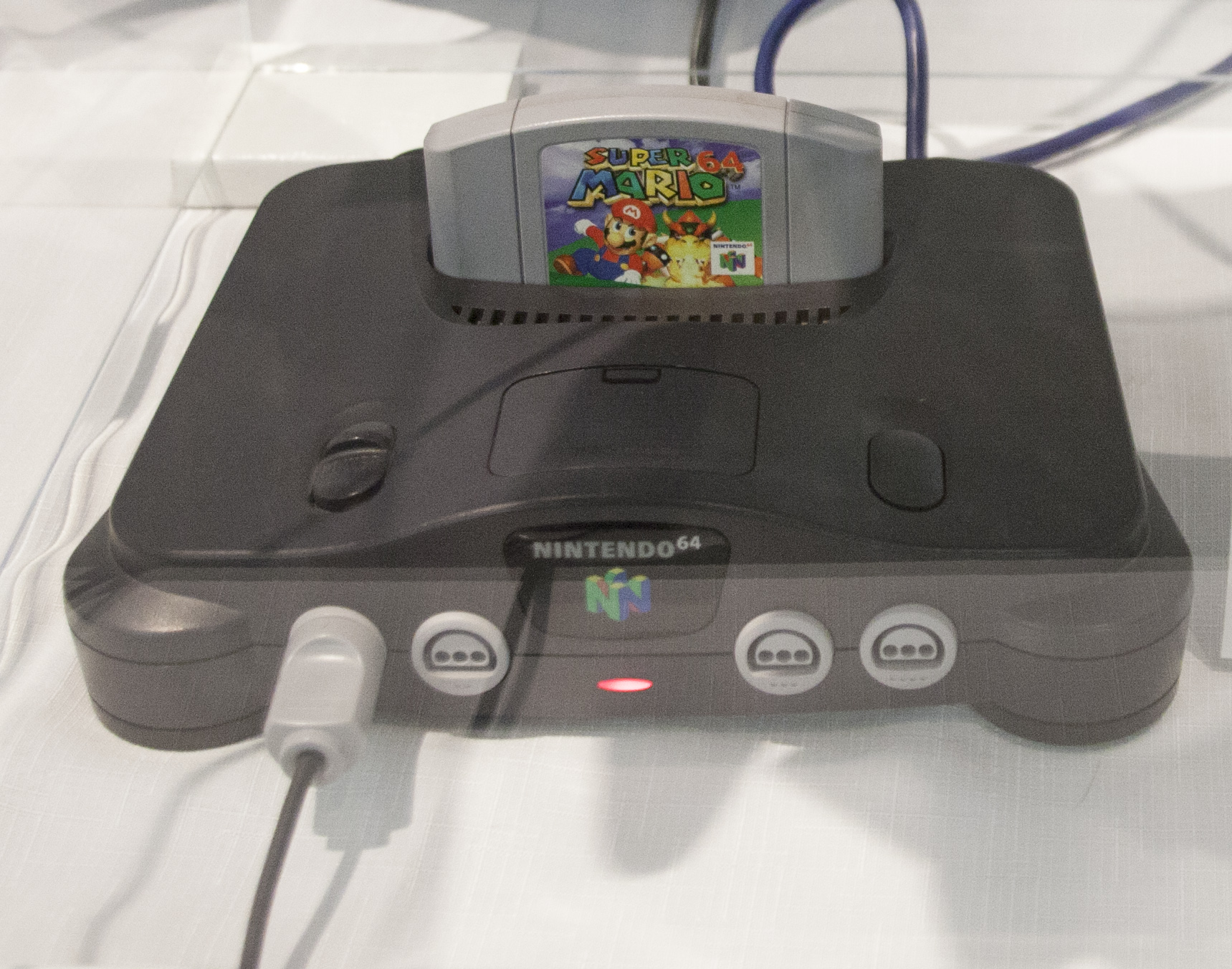
Hra Super Mario 64 a konzole Nintendo
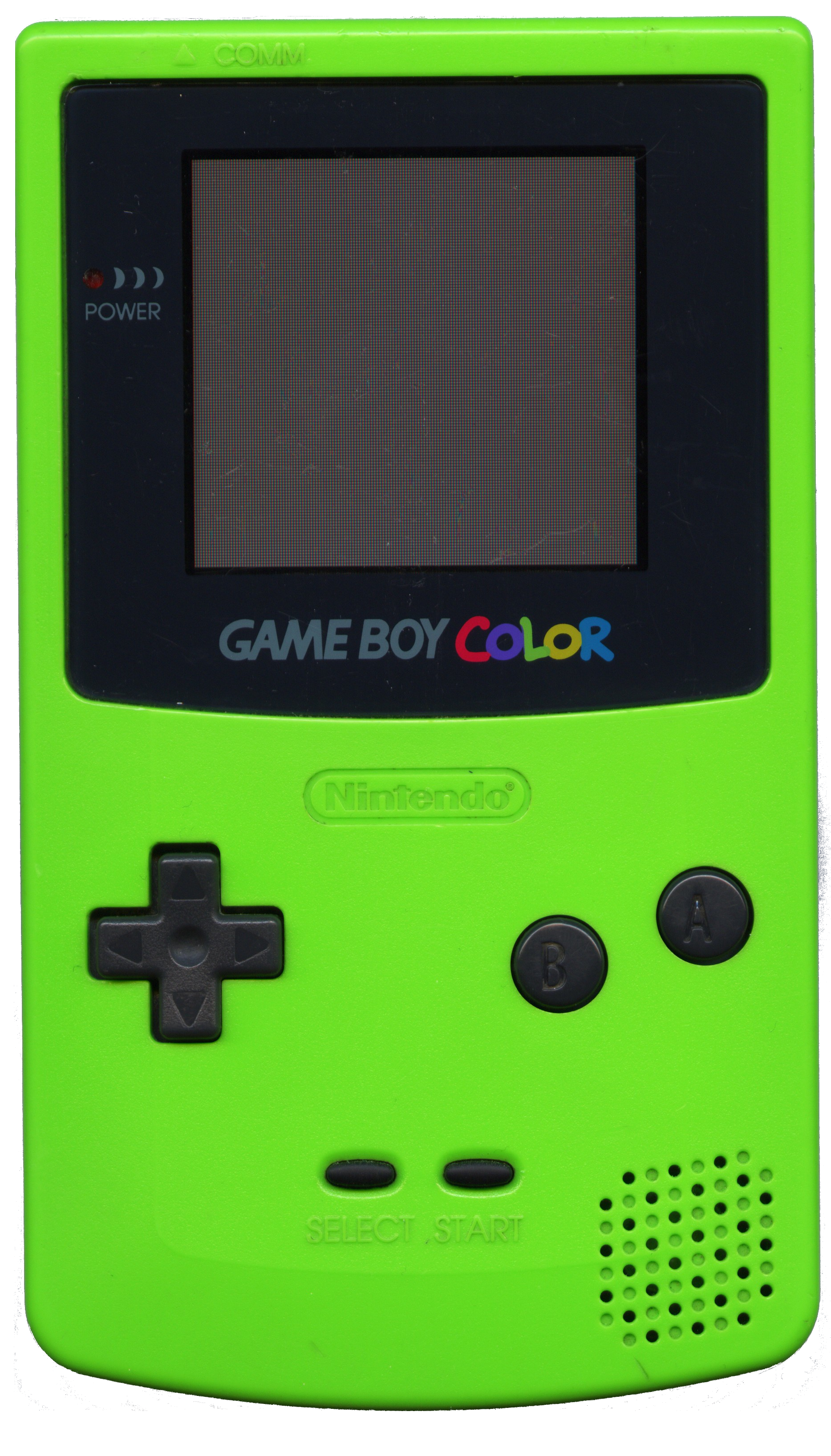
Game Boy Color
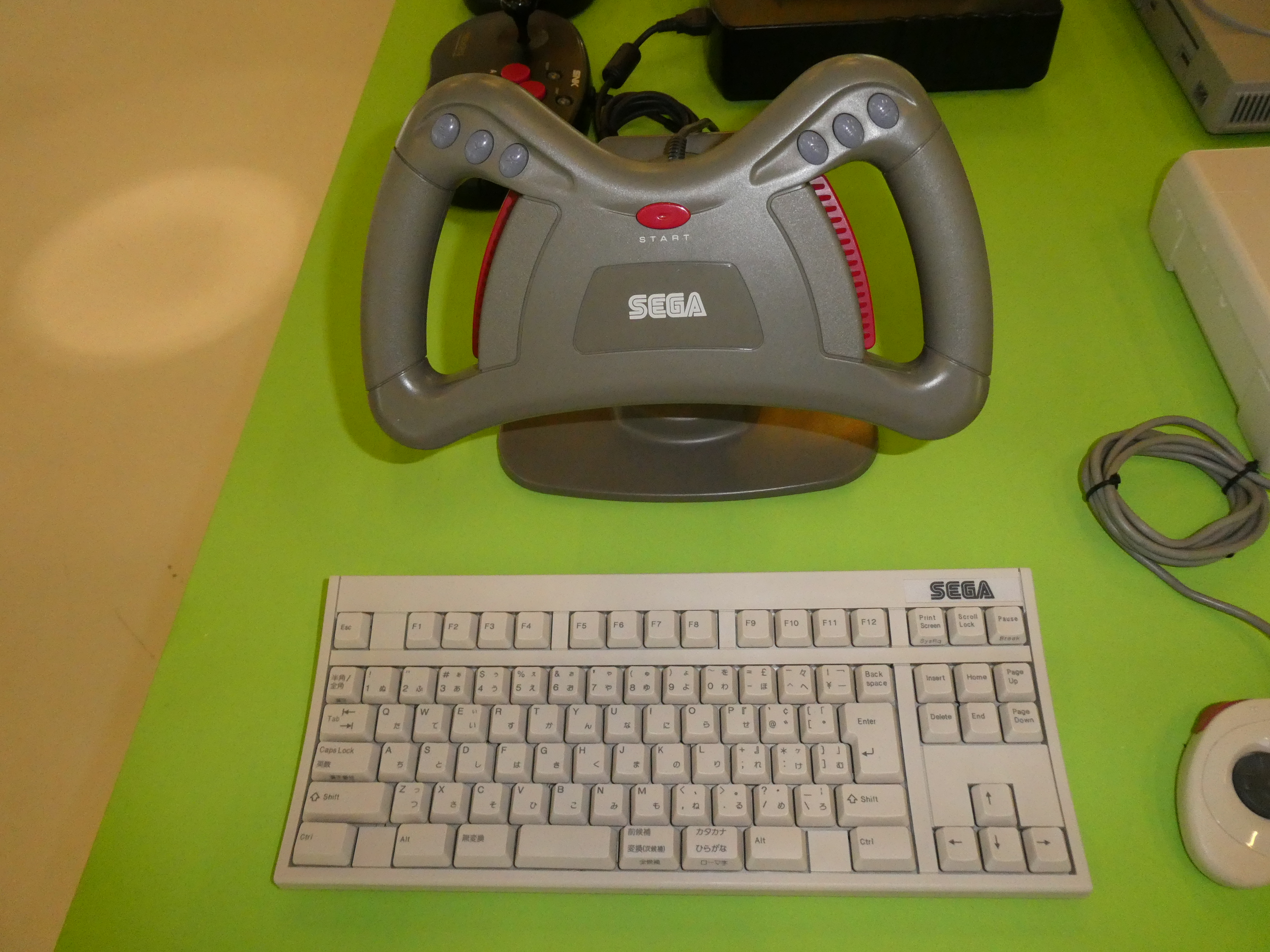
Konzole Sega Saturn, 1994

### Kapesní konzole

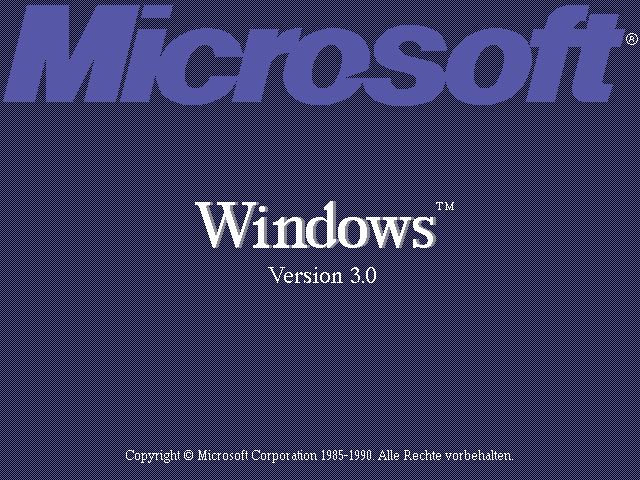
Operační systém Windows

- Game Boy (1990)
- Sega Game Gear (1990)
- Game Boy Color (1996)

### Osobní počítač
Osobní počítač prakticky nahradil domácí počítač. DOS hry byly ještě populární v raných devadesátých letech, ale v polovině dekády se objevily hry pro Windows (pro Windows 3.x a Windows 95) a také hry, které vyžadovaly karty s 3D grafickým akcelerátorem („Voodoo I Graphics PCI“ nebo „S3 Savage 3D“).
Domácí počítače se v tomto období již nevyráběly. Rozšířený zůstal domácí počítač Amiga, který se vyráběl do roku 1996 a Atari ST, vyráběný do roku 1993.

### Paměťové karty

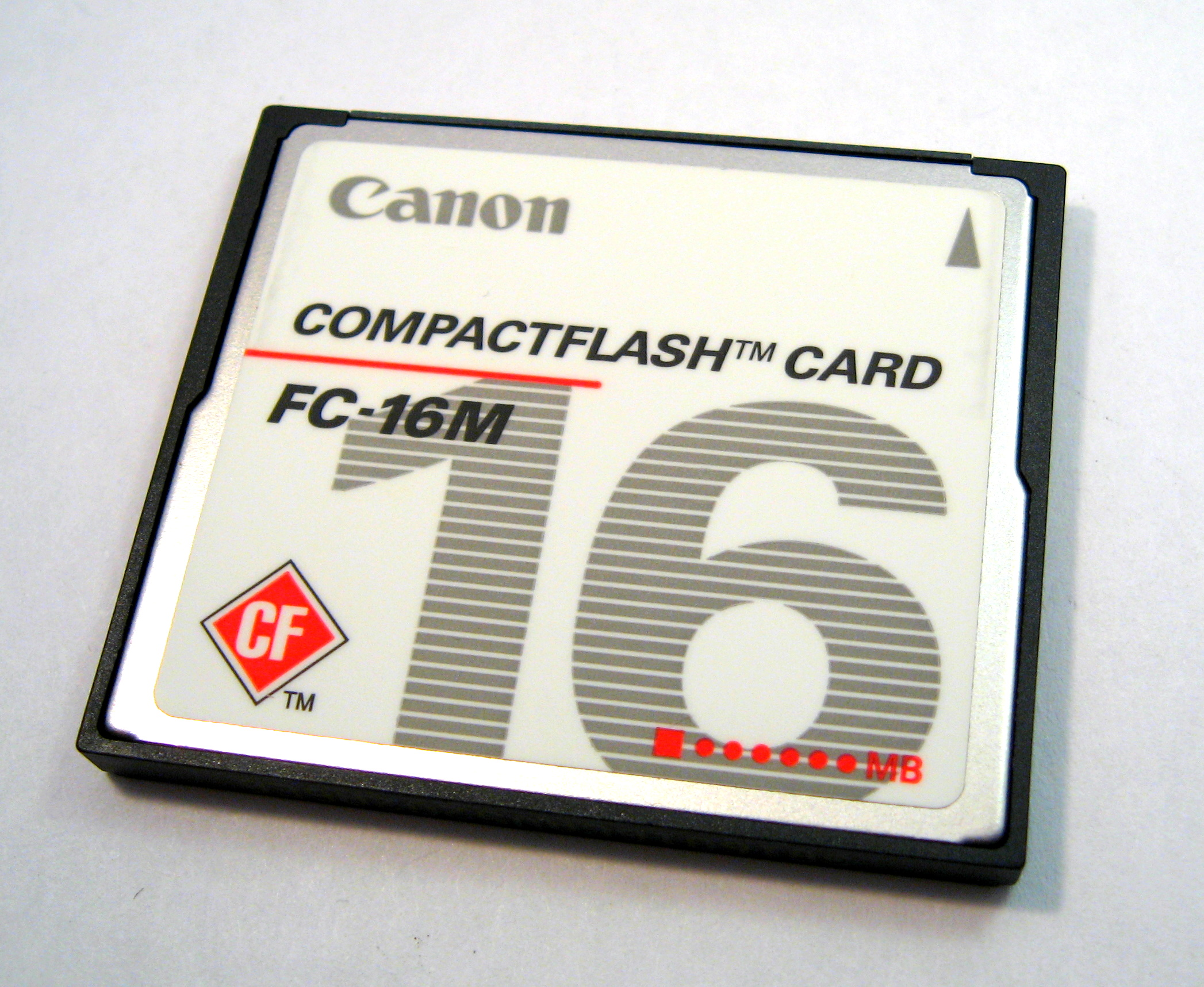
Paměťová karta Compact Flash

První pokusy o zavedení PCMCIA paměťové karty pro přenosné počítače probíhaly během tohoto desetiletí. K rozšíření karet přispělo zvětšení kapacity modulů flash pamětí a snížení jejich ceny.

## Videohry
První skutečné střílečky z pohledu první osoby se objevily na trhu v roce 1991. Mezi další oblíbené žánry patřily survival horory a střílečky z pohledu třetí osoby, hry na hrdiny, strategické hry, závodní simulace a společenské nebo hudební hry.

### Online hry
Na počátku desetiletí se s rozšířením internetu objevil multiplayer, nejen jako součást herních žánrů (FPS, strategií…). Například čistě „multiplayerově“ zaměřena byla FPS Counter-Strike (1998 – modifikace Half-Life), nebo Quake III Arena (2003). Ale i hry pro desítky, stovky, či dokonce tisíce hráčů hrajících současně (MMOG, zkratka pro massive multiplayer online games), například MMORPG Ultima Online (1997), nebo EverQuest z roku 1999.

### Hlavní vývojáři
Stejně jako v minulém desetiletí, i v této dekádě, se vývojáři již nepodepisovali pod svoje produkty. Prakticky byly hry vyvíjeny ve větších týmech. Mezi známé vývojáře lze zařadit:
- Brian Moriarty (adventura Loom)
- Ron Gilbert (Opičí ostrov)
- Will Wright (hra SimCity a další)
- Sid Meier (série Civilization a další)
- John Romero (hra Doom, Quake)
- Richard Garriott (série Ultima)
- Jon Van Caneghem (série Might & Magic)
- Peter Molyneux (hry Populous, Theme Park, Black & White a další)

### Významné společnosti
Společnosti Nintendo a Sega nadále dominovaly na trhu herních konzolí. V roce 1994 se přidala společnost Sony s herní konzolí PlayStation již od začátku vybavenou CD mechanikou a získala si trh. Závodní herní série Grand Turismo se prodalo jedenáct milionů kusů a RPG hry Final Fantasy VII (obě vydány na trh v roce 1997) deset milionů kusů.
Mezi velké vydavatele softwaru patřily Atari Corporation (později Hasbro, od roku 2000 Infogrames), Konami , Electronic Arts, id Software a Blizzard Entertainment (od roku 1991), Ubisoft (od roku 1992), JoWooD (od roku 1995) a další.
Společnost Legend Entertainment (zakladatel Bob Bates) během desetiletí vytvořila řadu špičkových adventur založených na fantasy a sci-fi knižních předlohách, například Companions of Xanth (1993), Shannara (1995), nebo trilogii Spellcasting (1990-1992).
Většina menších studií, především aktivních na trhu domácích počítačů, záhy zanikla.

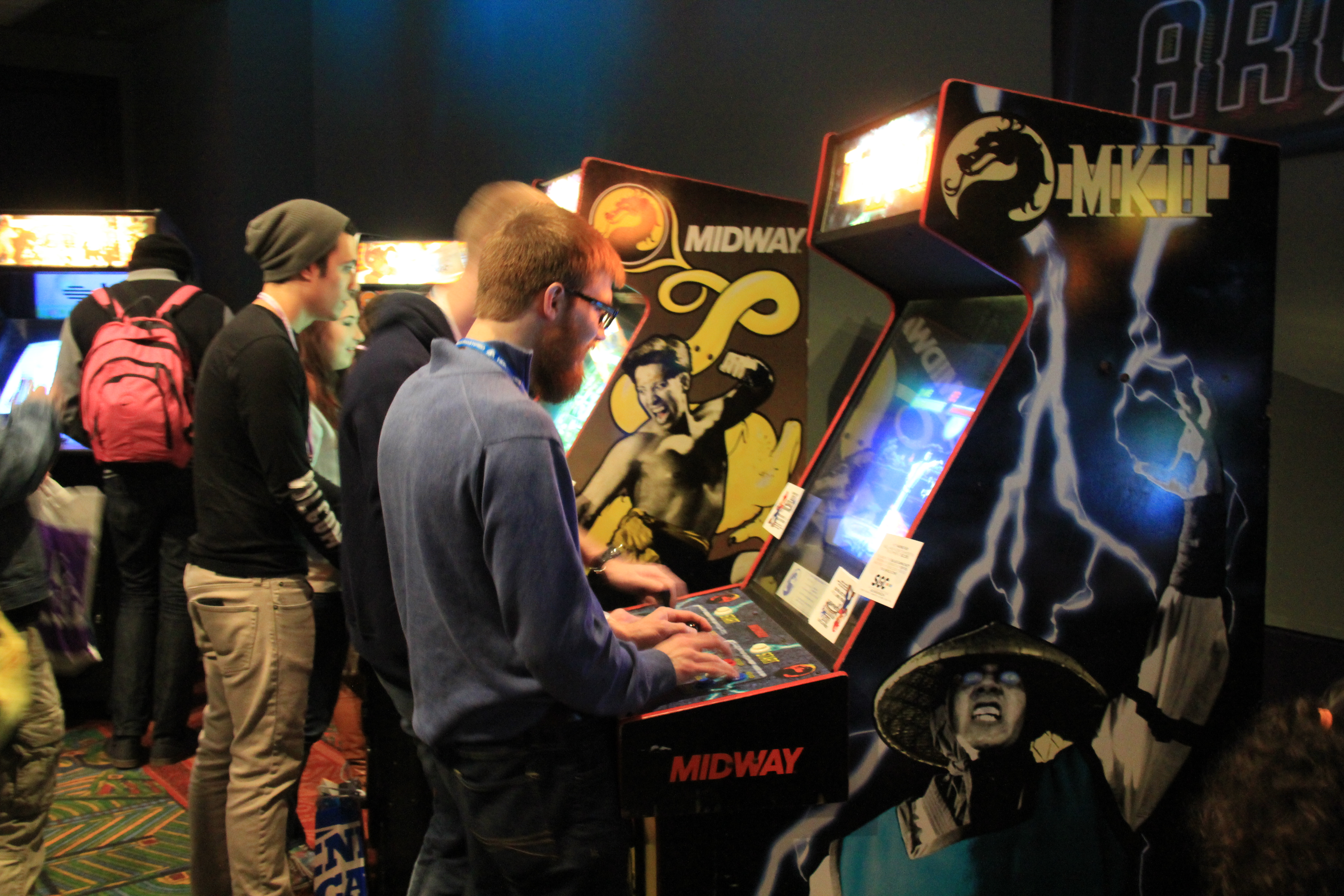
Arkádové automaty Mortal Kombat a Mortal Kombat II

### Hry desetiletí
- Loom (1990) adventura, hráč manipuluje s herním prostředím pomocí tónů[4]
- Vesmírný simulátor Wing Commander (1990, DOS)
- Stunts (1990, DOS / Amiga), závodní hra s 3D polygonovou grafikou
- Street Fighter II (1991), původně arkádová hra
- Mortal Kombat (1992), původně arkádová hra
- Wolfenstein 3D (1992, DOS)
- Doom (1993, DOS), střílečka z pohledu první osoby
- Star Wars: Rebel Assault (1993, původně pro IBM PC/DOS), první počítačová hra s plně pohyblivými videosekvencemi (FMV)
- Tomb Raider (1996, původně pro Sega Saturn), střílečka z pohledu třetí osoby
- Resident Evil (1996, první pro PlayStation), survival horor
- Quake (1996, původně pro DOS) 3D střílečka z pohledu první osoby
- Super Mario 64 (1996, první pro Nintendo 64) 3D plošinovka
- Sběratelské dobrodružství Pokémon Red, Blue, Green, and Yellow (1996, pro Game Boy)
- Final Fantasy VII (1997, PSX) RPG, jeden z nejvlivnějších titulů v historii videoher
- Anno 1602 (1998, PC) populární budovatelská hra a zakladatel série Anno
- Half-Life (1998, původně pro Windows PC), střílečka z pohledu první osoby
- The Legend of Zelda: Ocarina of Time (1998, poprvé na Nintendu 64), akční adventura
- Oblíbená skateboardová hra Tony Hawk's Pro Skater (1998)
- Moorhuhn (1998) populární střílečka

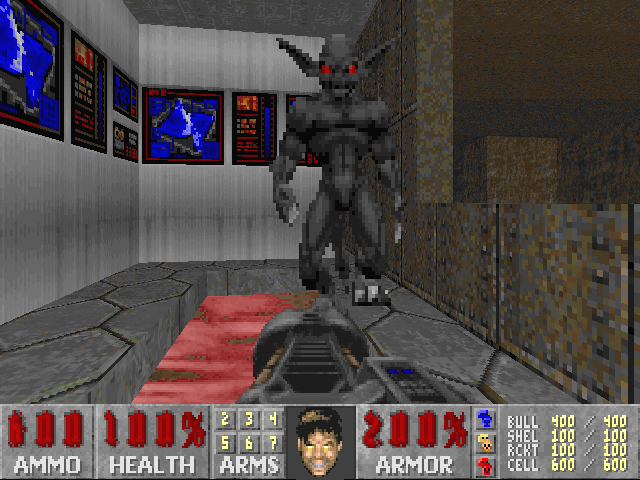
Střílečka z pohledu první osoby, Free Doom

Mezi další oblíbené hry patřily Civilization, Lemmings, Mario Kart, Alone in the Dark, Ultima Underworld (1992), The Settlers, Myst, Age of Empires II (1999), Ridge Racer, X-Wing (1993), Command & Conquer, Donkey Kong Country (1994) a pokračování, You Don't Know Jack (1995), Banjo-Kazooie (1998) a Donkey Kong 64 (1999).
Úspěšné série a franšízy:
- série Final Fantasy (1987 v Japonsku, 1990)
- Monkey Island (1990)
- Sonic the Hedgehog (1991)
- Tekken (1994)
- Pokémon (1996)